# Abaffi II

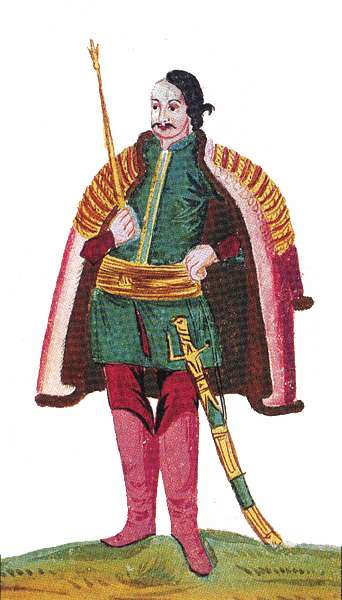
Abaffi II.

 Abaffi II  também conhecido por Mihály Abaffi ou Apafi II (13 de Outubro de 1677 — 1 de Fevereiro de 1713), foi príncipe da Transilvânia, filho de Miguel Abaffi ou Apaffi I, que lhe sucedeu e viu o seu país ser anexado de facto à Áustria pelo Tratado de Karlowitz e morreu recebendo pensão, mas cativo, em Viena em 1713.